# Intermec
Intermec Inc. — крупный производитель и поставщик оборудования для автоматической идентификации.

## История компании[2]
- 1966 год — основана компания Interface Mechanisms
- 1982 — переименование в Intermec Corporation
- 1991 — приобрела Litton Industries, Inc.
- 1994 — перешла в собственность к Western Atlas Inc., дочерней компании Litton
- 1997 — перешла в собственность к UNOVA, Inc., дочерней компании Western Atlas
- 1997 — приобрела Norand и UBI (United Barcode Industries)
- 1997 — приобрела патент у IBM
- 1998 — приобрела UHF RFID-бизнес компании Amtech Corporation (Amtech Transportation Systems)
- 2006 — UNOVA, Inc. стала Intermec, Inc., сохранив Intermec Technologies как дочернюю компанию
- 2013 — Intermec, Inc. вошла в состав Honeywell Scanning and Mobility[3]

## Оборудование
Оборудование Intermec используется в различных сферах деятельности и промышленностях, однако наибольшие силы компания сосредоточила на автоматизации цепочек поставок в различных производствах, в складском деле, в сфере дистрибуции, розничной торговли, транспортировки и логистики, а также в секторе сервисного выездного обслуживания. Компании Intermec принадлежат более 10 % патентов RFID (радиочастотной идентификации).
В список основного производимого оборудования входят:
- Сканеры штрих-кода
- Терминалы сбора данных
- RFID (радиочастотная идентификация) считыватели, принтеры, теги и этикетки
- Принтеры этикеток и расходные материалы для них
- Беспроводные сети

Также компания предоставляет:
- Программное обеспечение и утилиты
- Профессиональные технические услуги
- Техническая поддержка